# Rio São Valério
Rio São Valério är ett vattendrag i Brasilien.   Det ligger i delstaten Tocantins, i den centrala delen av landet, 500 km norr om huvudstaden Brasília.
Omgivningarna runt Rio São Valério är huvudsakligen savann. Runt Rio São Valério är det mycket glesbefolkat, med 2 invånare per kvadratkilometer.